# Herpis delicata
Herpis delicata är en insektsart som först beskrevs av Fowler 1905.  Herpis delicata ingår i släktet Herpis och familjen Derbidae. Inga underarter finns listade i Catalogue of Life.